# Wild in the Streets (filme)
Wild in the Streets é um filme estadounidense de 1968 com Christopher Jones, Hal Holbrook e Shelley Winters, produzido pela American International Pictures e baseada num conto do escritor Robert Thom.

## Contexto
Wild in the Streets foi lançado em 1968, sendo uma reductio ad absurdum de alguns temas em discussão na altura nos EUA, um ano eleitoral marcado por grandes controvérsias - a Guerra do Vietname, os direitos civis, motins, assassínios (como o de Robert Kennedy) e a contestação juvenil (que anos antes havia lançado o slogan "Não confiem em ninguém com mais de 30 anos"). O conto original, publicado numa revista como "The Day it All Happened, Baby!", foi expandido pelo autor e publicado em livro pela Pyramid Books.
A banda sonora do filme também teve sucesso, e a canção "Shape of Things to Come" (escrita pelos compositores Barry Mann e Cynthia Weil e executada pela banda - fictícia -  Max Frost and the Troopers) atingiu o lugar 22 na US Billboard Charts.

## Sinopse
Christopher Jones faz o papel de Max Frost, cantor de rock, que vive numa mansão em Los Angeles com a sua banda, os Troopers.
Quando Johnny Fergus, um candidato ao Senado, com um programa de baixar a idade de voto dos 21 para os 18 anos, o convida para tocar num seu comicio, os Troopers comparecem - mas Max surpreende toda a gente exigindo que a idade de voto seja reduzida para 14, e acaba o espetáculo com uma canção improvisada, "Fourteen Or Fight!", apelando a uma manifestação.
Milhares de jovens passam à acção e eclodem protestos em várias cidade dos Estados Unidos. Os conselheiros de Fergus aconselham-no a se dissociar de Frost, mas em vez disso ele aceita apoiar os protestos, se Max e o seu grupo aceitarem uma redução para 15 anos, respeitarem a lei e apelaram aos manifestantes para dispersarem pacificamente. Max concorda e os dois aparecem na televsão com o slogan menos ofensivo "Fifteen and Ready".
Ao fim de dias, e na sequências das manifestações, a maior parte dos Estados concorda em baixar a idade eleitoral para 15 anos, e Max Froost e os Troopers fazem campanha por Fergus, que tem uma vitória esmagadora, sendo eleito senador. Fergus espera que Max e os seus apoiantes abandonem a actividde politica, mas em vez disso envolvem-se cada vez mais nela. Quando o congressista do distrito onde resida Sally LeRoy, a namorada de Max Frost, morre, Sally (a única pessoa do grupo com idade para ser candidata) entra na eleição especial para o substituir e ganha, com os votos dos novos eleitores adolescentes.
A primeira proposta que Sally apresenta no congresso é uma emende constitucional reduzindo a idade para exercer cargos políticos - para 14 anos, e a campanha "Fourteen or Fight!" entra numa nova fase. Uma sessão conjunta do Congresso é convocada e os Troopers (a que se juntou Jimmy Fergus, filho de John Fergus) conseguem ganhar a votação misturando LSD na água de Washington.
Perante o poder e a revolta dos jovens, a "Velha Guarda" (isto é, aqueles com mais de 30 anos) pedem a Max para se candidatar à presidência, esperando com isso poder controlar o movimento. Max aceita e candidata-se pelo Partido Republicano, mas após ser eleito volta-se de novo para os seus antigos aliados. É instituida a reforma obrigatória aos 30 anos, e aqueles com mais de 35 são detidos, enviados para "campos de reeducação" e sedados com LSD. Fergus tenta dissuadir Max contactando os seus pais (com quem ele cortou relações) e, depois, tenta assassiná-lo. Falhando, tenta fugir com o resto da sua familia, mas logo são capturados.
Com a juventude no controle dos EUA, e com revoluções similares a eclodirem em outros países, Max retira as Forças Armadas norte-americanas do resto do mundo (passando a usá-las na prática como a "policia da idade", para deter e enviar para os campos os maiores de 35), põe computadores e crianças-prodígio a gerir a economia, e dissolve o FBI e o Serviço Secreto.
No entanto, na cena final um novo conflito de gerações começa a aparecer...

## Elenco
- Cristopher Jones .... Max "Frost" Flatow Jr. (Max)
- Shelley Winters .... Sra. Daphne Flatow (mãe de Max)
- Diane Varsi .... Sally LeRoy
- Hal Holbrook .... Johnny Fergus
- Millie Perkins .... Mary Fergus
- Richard Pryor .... Stanley X (baterista dos Troopers)
- Bert Freed .... Max Jacob Flatow Sr. (pai de Max)
- Kevin Coughlin .... Billy Cage (guitarrista dos Troopers, e advogado com 15 anos)
- Larry Bishop .... Abraham "The Hook" Salteen (baixista dos Troopers)
- Michael Margotta .... Jimmy Fergus
- Ed Begley .... Senador Allbright